# Super Bomberman 4
Super Bomberman 4 (スーパーボンバーマン４ Sūpā Bonbāman Fō?) är ett multiplayer actionpartys datorspel som utvecklats av Produce och publicerad av Hudson Soft för Super Nintendo, släppt den 26 april 1996 i Japan. Det är den fjärde delen av  Super Bomberman-franchisen för konsolen.